# 埃东
埃东（法語：Édon，法語發音：[edɔ̃]）是法国夏朗德省的一个市镇，位于该省东南部，属于昂古莱姆区。

## 地理
埃东（45°29'19"N, 0°21'15"E）面积16.49 平方千米，位于法国新阿基坦大区夏朗德省，该省份为法国西部内陆省份，北起德塞夫勒省和维埃纳省，东临上维埃纳省，东南至多尔多涅省，南至多爾多涅省，西接滨海夏朗德省。
与埃东接壤的市镇（或旧市镇、城区）包括：布朗扎盖-圣西巴尔、孔比耶、鲁尼亚克、拉罗什博库尔和阿让蒂讷、香槟和方丹。

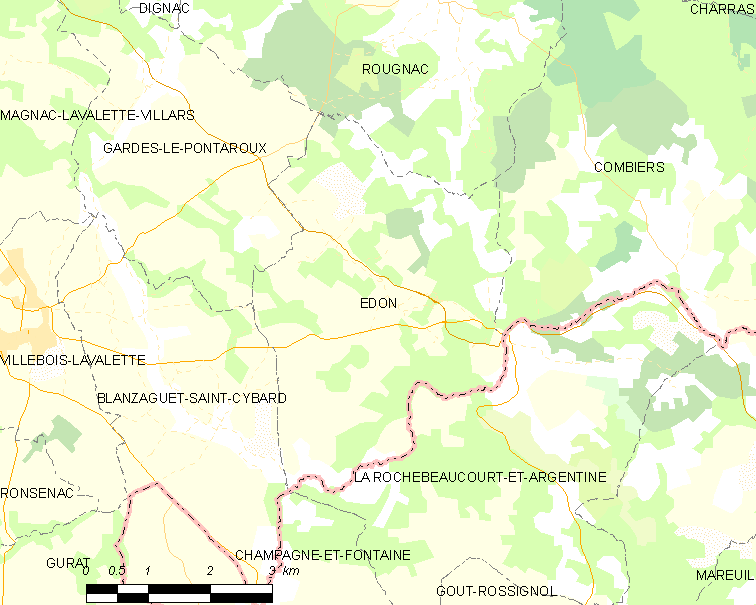
埃东的OSM定位图

埃东的时区为UTC+01:00、UTC+02:00（夏令时）。

## 行政
埃东的邮政编码为16320，INSEE市镇编码为16125。

## 政治
埃东所属的省级选区为蒂德-拉瓦莱特县。

## 人口

1962-2008年间埃东人口变化图示

埃东于2022年1月1日时的人口数量为272人。